# Реформатская партия
Политическая реформатская партия (нидерл. Staatkundig Gereformeerde Partij — SGP) — консервативная кальвинистская политическая партия в Нидерландах. В отличие от близкой по духу и взглядам партии Христианский Союз (CU), занимает более принципиальную позицию, отказываясь идти на компромисс, чтобы войти в коалиционное правительство. SGP — старейшая из ныне существующих партий Нидерландов, на протяжении всей своей истории находившаяся в оппозиции.
Партия была основана в 1918 году пастором Герритом Керстеном, остававшимся лидером партии до 1945 года, когда он был вынужден покинуть свой пост и место депутата парламента в связи с сотрудничеством с немецкими оккупационными властями. Партия непрерывно представлена во Второй палате представителей с 1922 года (за исключением периода оккупации страны Германией), а на всех выборах начиная с 1926 года стабильно получает от 1,6 % до 2,8 % голосов, что даёт ей 2 или 3 мандата во Второй палате нидерландского парламента. С 1984 года партия представлена в Европейском парламенте.

## История
Реформатская партия была основана 24 апреля 1918 года группой консервативных членов протестантской Антиреволюционной партии (ARP), которые выступали против права голоса для женщин и против союза ARP со Всеобщей лигой римско-католических избирательных обществ. Ведущей фигурой в создании партии был пастор из Зеландии Геррит Хендрик Керстен, мечтой которого были Нидерланды «управляемые на библейской основе без кино, спорта, вакцинации и социального обеспечения».
На парламентских выборах 2006 года партию поддержали 153 266 (1,6 %) избирателей, что дало партии возможность провести 2 депутатов; на выборах в Европарламент 2009 года альянс SGP и близкой по идеологии партии Христианский Союз получил 310 540 (6,82 %) голосов и 2 места, одно из которых занял член SGP Бастиан Белдер. На парламентских выборах 2010 года партия вновь провела в Палату представителей двоих депутатов. Наибольшую поддержку партия имеет в так называемом «библейском поясе» Нидерландов.
В 2005 году суд Гааги постановил лишить партию государственного финансирования из-за того, что женщинам было запрещено членство в партии, но это решение было вскоре кассировано. В 2006 году партия отменила запрет на членство и занятие постов в партии для женщин.

## Идеология
Будучи протестантской фундаменталистской партией, SGP во многом черпает свою идеологию из кальвинистской традиции, в частности, из церковных доктринальных стандартов, известных как «Три формы единства», включая неизменённую версию «Нидерландского исповедания» (Nederlandse Geloofsbelijdenis). Последний текст прямо упоминается в первой статье партийной Программы принципов, где говорится, что SGP стремится к «управлению нашим народом полностью на основе порядка Божьего, открытого в Священном Писании». Эта же первая статья также гласит, что имеется в виду полная версия «Нидерландского исповедания», которая провозглашает, что «Ради сохранения страны и народа правительство должно выступить против антихристианских сил („царства антихриста“)», а отношения между церковью и государством должны быть теократическими. При этом партия является строгим защитником разделения церкви и государства, отвергая как государственную церковь, так и церковное государство, полагая, чтобы «и церковь и государство имели свою собственную ответственность и поле деятельности, отличные друг от друга, но все же сосредоточенные на одной цели». Несмотря на это, некоторые обвиняют SGP в пропаганде теократии. SGP выступает против свободы религии, провозглашая свободу совести, так как «послушание Закону Божьему не может быть вынужденным».
SGP выступает против феминизма и прав ЛГБТ+ на библейских основаниях, согласно которым мужчины и женщины имеют равную ценность (gelijkwaardig), но различны по своей сути (verschillend) и что брак заключается только между мужчиной и женщиной. Мужчины и женщины, как утверждает партия, занимают разные места в обществе. Это убеждение привело к запрету принимать в партию женщин, который действовал до 2006 года, когда стал предметом споров и в конечном итоге был снят. SGP традиционно выступала против всеобщего избирательного права, стремясь заменить его формой «органического избирательного права» (huismanskiesrecht), по которой право голосовать имели бы (мужчины-главы семей. После отмены запрета принимать женщин в партию, взгляды SGP на право женщин участвовать в политике смягчились, так, на местных выборах 2018 года женщинам позволили возглавить списки в Амстердаме и Флиссингене.
В дискуссиях во Второй палате нидерландского парламента SGP часто подчёркивает важность верховенства закона, парламентских процедур и правил, независимо от идеологического согласия. Партия выступает за восстановление смертной казни в Нидерландах, основывая это на Библии, в частности на Бытие 9:6 («кто прольёт кровь человеческую, того кровь прольётся рукою человека: ибо человек создан по образу Божию») и Исход 21:12 («Кто ударит человека так, что он умрет, да будет предан смерти»).
Партия также поддерживает запрет на ношение паранджи в некоторых общественных местах, но аргументирует это скорее соображениями безопасности, чем религиозной точки зрения. Во внешней политике SGP, будучи мягкими евроскептиками, призывает к радикальной реформе Европейского союза и еврозоны и выступает против любого дальнейшего политического или географического расширения ЕС. Также партия призывает к тому, чтобы над официальными правительственными зданиями поднимался только нидерландский флаг, выступает за сокращение финансовых взносов Нидерландов в бюджет ЕС и против вступления Турции в Европейский Союз. SGP считает НАТО краеугольным камнем политики безопасности и призвала европейских членов НАТО усилить собственные вооружённые силы и увеличить расходы на оборону.

## Электорат
Голосование за SGP по общинам
С момента создания SGP имеет очень стабильный электорат и с 1926 года представлена во Второй палате нидерландского парламента двумя или тремя депутатами. Такая стабильность позволяет называть её «почти идеальной иллюстрацией категории „окаменевшей“ минорной партии Дюверже».
Большую часть электората SGP составляют так называемые «bevindelijk gereformeerden» (христиане-реформаты), для которых очень важен личный религиозный опыт. Они являются приверженцами нескольких церквей, таких как Христианские реформатские церкви, Реформатские конгрегации, Восстановленная реформатская церковь и Старореформатские конгрегации в Нидерландах, а также образуют консервативное крыло Протестантской церкви Нидерландов в лице Реформатской лиги. Однако не все члены этих церквей/церковных крыльев голосуют за SGP.
Поддержка SGP географически сконцентрирована в Библейском поясе Нидерландов, состоящим в основном из сельских муниципалитетов с сильными консервативными протестантскими традициями, простирающемся от Зеландии на юге через Гуре-Оверфлакке и Альблассерваард в Южной Голландии и Велюве в Гелдерланде до западной части Оверэйссела. SGP также пользуется поддержкой на бывшем острове Урк и в Удделе; в обоих местах она получила абсолютное большинство голосов как в 2017 году, так и в 2021 году.

## Лидеры
- Политический и парламентский лидер — Крис Стоффер[нидерл.] (с 2023).
- Председатель — Дик ван Меувен[нидерл.] (с 2021).

## Результаты партии на выборах
В нижеприведённых таблицах показаны результаты Реформатской партии на выборах в Первую и Вторую палаты Генеральных штатов и в Европейский парламент.
| Год  | Лидер списка           | Место | Голоса  | %    | Мандаты  | +/–   | Правительство |
| ---- | ---------------------- | ----- | ------- | ---- | -------- | ----- | ------------- |
| 1918 | Баренд Леманс          | 19-е  | 5180    | 0,39 | 0 из 100 | Новая | Оппозиция     |
| 1922 | Геррит Хендрик Керстен | 10-е  | 26 744  | 0,91 | 1 из 100 | ▲1    | Оппозиция     |
| 1925 | Геррит Хендрик Керстен | 7-е   | 62 513  | 2,03 | 2 из 100 | ▲1    | Оппозиция     |
| 1929 | Геррит Хендрик Керстен | 7-е   | 76 709  | 2,77 | 3 из 100 | ▲1    | Оппозиция     |
| 1933 | Геррит Хендрик Керстен | 8-е   | 93 273  | 2,51 | 3 из 100 | ▬     | Оппозиция     |
| 1937 | Геррит Хендрик Керстен | 8-е   | 78 619  | 1,94 | 2 из 100 | ▼1    | Оппозиция     |
| 1946 | Питер Зандт            | 7-е   | 101 759 | 2,14 | 2 из 100 | ▬     | Оппозиция     |
| 1948 | Питер Зандт            | 7-е   | 116 937 | 2,37 | 2 из 100 | ▬     | Оппозиция     |
| 1952 | Питер Зандт            | 8-е   | 129 081 | 2,42 | 2 из 100 | ▬     | Оппозиция     |
| 1956 | Питер Зандт            | 7-е   | 129 515 | 2,26 | 3 из 150 | ▲1    | Оппозиция     |
| 1959 | Питер Зандт            | 7-е   | 129 678 | 2,16 | 3 из 150 | ▬     | Оппозиция     |
| 1963 | Кор ван Дис-ст.        | 8-е   | 143 549 | 2,29 | 3 из 150 | ▬     | Оппозиция     |
| 1967 | Кор ван Дис-ст.        | 10-е  | 138 119 | 2,01 | 3 из 150 | ▬     | Оппозиция     |
| 1971 | Хетте Абма             | 9-е   | 148 221 | 2,35 | 3 из 150 | ▬     | Оппозиция     |
| 1972 | Хетте Абма             | 10-е  | 163 114 | 2,21 | 3 из 150 | ▬     | Оппозиция     |
| 1977 | Хетте Абма             | 5-е   | 177 010 | 2,13 | 3 из 150 | ▬     | Оппозиция     |
| 1981 | Хенк ван Россум        | 7-е   | 171 324 | 1,97 | 3 из 150 | ▬     | Оппозиция     |
| 1982 | Хенк ван Россум        | 6-е   | 156 636 | 1,90 | 3 из 150 | ▬     | Оппозиция     |
| 1986 | Бас ван дер Флис       | 5-е   | 159 740 | 1,74 | 3 из 150 | ▬     | Оппозиция     |
| 1989 | Бас ван дер Флис       | 6-е   | 165 918 | 1,87 | 3 из 150 | ▬     | Оппозиция     |
| 1994 | Бас ван дер Флис       | 9-е   | 155 251 | 1,73 | 2 из 150 | ▼1    | Оппозиция     |
| 1998 | Бас ван дер Флис       | 8-е   | 153 583 | 1,78 | 3 из 150 | ▲1    | Оппозиция     |
| 2002 | Бас ван дер Флис       | 9-е   | 163 562 | 1,72 | 2 из 150 | ▼1    | Оппозиция     |
| 2003 | Бас ван дер Флис       | 9-е   | 150 305 | 1,56 | 2 из 150 | ▬     | Оппозиция     |
| 2006 | Бас ван дер Флис       | 10-е  | 153 266 | 1,56 | 2 из 150 | ▬     | Оппозиция     |
| 2010 | Кес ван дер Стай       | 9-е   | 163 581 | 1,74 | 2 из 150 | ▬     | Оппозиция     |
| 2012 | Кес ван дер Стай       | 9-е   | 196 780 | 2,09 | 3 из 150 | ▲1    | Оппозиция     |
| 2017 | Кес ван дер Стай       | 11-е  | 218 950 | 2,08 | 3 из 150 | ▬     | Оппозиция     |
| 2021 | Кес ван дер Стай       | 13-е  | 215 249 | 2,07 | 3 из 150 | ▬     | Оппозиция     |
| 2023 | Крис Стоффер           | 12-е  | 217 270 | 2,08 | 3 из 150 | ▬     | TBA           |

| Год  | Место | Голоса | %    | Мандаты | +/–   |
| ---- | ----- | ------ | ---- | ------- | ----- |
| 1956 | 7-е   |        |      | 1 из 75 | Новая |
| 1960 | 7-е   |        |      | 0 из 75 | ▼1    |
| 1963 | н/д   |        |      | 0 из 75 | ▬     |
| 1966 | н/д   |        |      | 0 из 75 | ▬     |
| 1969 | н/д   |        |      | 0 из 75 | ▬     |
| 1971 | 9-е   |        |      | 1 из 75 | ▲1    |
| 1974 | 9-е   |        |      | 1 из 75 | ▬     |
| 1977 | 6-е   |        |      | 1 из 75 | ▬     |
| 1980 | 6-е   |        |      | 1 из 75 | ▬     |
| 1981 | 5-е   |        |      | 1 из 75 | ▬     |
| 1983 | 5-е   |        |      | 2 из 75 | ▲1    |
| 1986 | 5-е   |        |      | 2 из 75 | ▬     |
| 1987 | 5-е   |        |      | 1 из 75 | ▼1    |
| 1991 | 6-е   |        |      | 2 из 75 | ▲1    |
| 1995 | 7-е   |        |      | 2 из 75 | ▬     |
| 1999 | 8-е   | 4281   | 2,72 | 2 из 75 | ▬     |
| 2003 | 8-е   | 4695   | 2,90 | 2 из 75 | ▬     |
| 2007 | 7-е   | 3690   | 2,26 | 2 из 75 | ▬     |
| 2011 | 9-е   | 2607   | 1,57 | 1 из 75 | ▼1    |
| 2015 | 10-е  | 4597   | 2,72 | 2 из 75 | ▲ 1   |
| 2019 | 12-е  | 4493   | 2,60 | 2 из 75 | ▬     |
| 2023 | 14-е  | 4436   | 2,48 | 2 из 75 | ▬     |

| Год  | Место | Голоса  | %    | Мандаты | +/–   | Прим.  |
| ---- | ----- | ------- | ---- | ------- | ----- | ------ |
| 1979 | 5-е   | 126 412 | 2,23 | 0 из 25 | Новая | [ 30 ] |
| 1984 | 5-е   | 275 786 | 5,21 | 1 из 25 | ▲1    | [ 31 ] |
| 1989 | 6-е   | 309 060 | 5,90 | 1 из 25 | ▬     | [ 32 ] |
| 1994 | 5-е   | 322 793 | 7,81 | 2 из 31 | ▲1    | [ 33 ] |
| 1999 | 5-е   | 309 612 | 8,74 | 3 из 31 | ▲1    | [ 34 ] |
| 2004 | 7-е   | 279 880 | 5,87 | 2 из 27 | ▼1    | [ 35 ] |
| 2009 | 8-е   | 310 540 | 6,82 | 2 из 25 | ▬     | [ 36 ] |
| 2009 | 8-е   | 310 540 | 6,82 | 2 из 26 | ▬     | [ 36 ] |
| 2014 | 7-е   | 364 843 | 7,67 | 2 из 26 | ▬     | [ 37 ] |
| 2019 | 7-е   | 375 660 | 6,83 | 2 из 26 | ▬     | [ 38 ] |
| 2019 | 7-е   | 375 660 | 6,83 | 2 из 29 | ▬     | [ 38 ] |

### Другие выборы
По итогам провинциальных выборов 2003 года SGP стала 8-й партией страны, выиграв 19 мест из 764 в штатах шести провинций (Оверэйссел, Флеволанд, Гелдерланд, Утрехт, Южная Голландия и Зеландия). В 2007 году партия получила 14 мест, в 2011 — 12, в 2015 — 18, в 2019 — 14. По итогам провинциальных выборов 2023 года SGP стала 12-й партией страны, выиграв 16 мест из 572 в штатах шести провинций (Оверэйссел, Флеволанд, Гелдерланд, Утрехт, Южная Голландия и Зеландия). В Северном Брабанте партия выступала единым списком с CU, по которому был избран один депутат, член CU. Больше всего мест SGP получила в Зеландии (5 из 39). В результате, партия представлена в исполнительных органах 4 провинций (Оверэйссел, Флеволанд, Гелдерланд и Зеландия).
На 3 мая 2020 года 8 мэров в Нидерландах из 316 являлись членами SGP (Элбюрг, Гауда, Кримпен-ан-ден-Эйссел, Пюттен, Риддеркерк, Урк, Ваддинксвен и Вест-Бетюве). В 2022 году членами SGP являлись 51 олдермен и 277 муниципальных советников в 86 муниципалитетах. Самые большие фракция партия имеет в советах муниципалитетов Барневельд (10 мест) и Недер-Бетюве (9 мест). На муниципальных выборах 2022 года SGP получила 2,30 % голосов и 229 мест из 8237, что на 56 больше чем в 2018 году. В ряде муниципалитетов партия выступала единым списком с CU, получив 1,08 % голосов и 101 место, что на 6 меньше чем в 2018 году.
В 2023 году SGP получила по итогам выборов в 8 советах по водным ресурсам 15 мест, что на 4 места больше чем в 2019 году. Ещё 6 мест партия завоевала, выступая единым списком с CU.